# Schizopera reducta
Schizopera reducta är en kräftdjursart. Schizopera reducta ingår i släktet Schizopera och familjen Diosaccidae. Inga underarter finns listade i Catalogue of Life.